# Merošina
Merošina (cyr. Мерошина) – wieś w Serbii, w okręgu niszawskim, siedziba gminy Merošina. W 2011 roku liczyła 905 mieszkańców.